# Mistrzostwa Świata w Lotach Narciarskich 2002
17. Mistrzostwa Świata w Lotach Narciarskich – zawody o mistrzostwo w lotach narciarskich, które odbyły się w dniach 9-10 marca 2002 w Harrachovie na skoczni Čerťák K-185. Ze względu na złe warunki atmosferyczne udało się przeprowadzić tylko dwie serie lotów z pierwszego dnia. Wyniki w nich uzyskane zdecydowały o przyznaniu tytułu mistrza świata w lotach narciarskich. Sven Hannawald obronił tytuł zdobyty w 2000 roku w Vikersund. Medale zdobyli jeszcze Martin Schmitt i Matti Hautamäki.

## Przed mistrzostwami

### Faworyci konkursu
Ostatnim konkursem Pucharu Świata 2001/2002, który został rozegrany przed mistrzostwami był ten rozegrany 2 marca w Lahti. W klasyfikacji generalnej prowadził wówczas Adam Małysz, z przewagą 231 punktów nad Hannawaldem. Trzeci był Widhölzl.
Media spodziewały się dużej oglądalności konkursu (w granicach 70 tysięcy widzów). Ogłoszono zasady, wedle których w pierwszej serii wystąpiło 50 zawodników wyłonionych w kwalifikacjach, a w każdej z trzech następnych najlepsza trzydziestka z pierwszej rundy. Obiekt został przebudowany, przez co można było osiągać na nim większe odległości niż przed mistrzostwami. Jego rekord wynosił 212,5 m i należał do Risto Jussilainena.
Reprezentacja Niemiec przygotowała nowe akcesoria dla swoich zawodników – kaski z makrolonu oraz większe niż dotychczas rękawice.
Cena biletów wynosiła 300 koron czeskich za jeden dzień i 600 koron za dwa. Trofeum dla zwycięzcy miało 120 cm wysokości.

## Serie treningowe przed kwalifikacjami do zawodów indywidualnych oraz seria próbna przed zawodami indywidualnymi
W pierwszym treningu, który odbył się 8 marca największą odległość – 205 m – zyskał Lindstroem. 201 m uzyskali Hautamaeki i Koch. Najkrótszy skok, na 87 m oddał Jouko Hein. Sklasyfikowano 59 zawodników.
Podczas serii próbnej 9 marca Anders Bardal wyrównał rekord skoczni, wynoszący 212,5 m. Następnie Hauttamaeki wyprzedził go o dwa metry. Pobitych zostało także kilka rekordów życiowych skoczków – m.in. Tomasz Pochwała i Tomisław Tajner, którzy po skokach na 195 m uplasowali się na 7. pozycji. Sklasyfikowano 50 zawodników.

## Przebieg zawodów
Odległość pierwszych skoków nie była duża, jednak kilka spośród nich wyniosło ponad 180 m – między innymi próby Lindstroema (191 m), Cecona (189,5 m) czy Ammanna (184,5 m).
Jako pierwszy granicę 200 m przekroczył Matti Hautamäki, który osiągnął 202,5 m. 202 m skoczył Sven Hannawald, który jednak zdobył więcej punktów od Fina, dzięki lepszemu stylowi – podczas jego podróży wyciągiem, został on obsypany śniegiem przez polskich kibiców. Wyraził zdenerwowanie tym faktem i został po konkursie przeproszony przez Adama Małysza, który nazwał kibiców „piłkarskimi chuliganami”. Martin Schmitt skoczył 182 m, po zbyt wczesnym wybiciu z progu. Adam Małysz obrał kiepską parabolę i w rezultacie osiągnął 184 m.
Kolejność po pierwszej serii wyglądała nasŧępująco: Hannawald, Hautamäki, Lindström, Cecon, Małysz, Schmitt, Bardal i Ammann, Höllwarth, a pierwszą dziesiątkę zamknął Jussilainen.
W drugiej serii podwyższono belkę startową, co przyczyniło się do oddawania dłuższych skoków. Krótszy skok oddał Adam Małysz, który został wypuszczony w złych warunkach wiatrowych, a w dodatku spóźnił odbicie. Po tym musiał pochylić się do tyłu, by ustać skok. Spadł przez to na 18. pozycję w klasyfikacji. Doleciał na 142. metr. Hautamäki po skoku na 185 m spadł na najniższy stopień podium. Zwycięstwo odniósł Hannawald, który skoczył 202 m, przed drugim Schmittem, który oddał skok na tę samą odległość.
Rozegrane zostały jedynie dwie z planowanych czterech serii konkursowych.

## Wyniki

### Konkurs indywidualny na skoczni K 185 (09.03.2002)
| Miejsce | Zawodnik             | Państwo           | Seria 1   | Seria 1 | Seria 2   | Seria 2 |
| Miejsce | Zawodnik             | Państwo           | Odległość | Nota    | Odległość | Nota    |
| ------- | -------------------- | ----------------- | --------- | ------- | --------- | ------- |
| 1       | Sven Hannawald       | Niemcy            | 202,0     | 197,4   | 202,0     | 396,3   |
| 2       | Martin Schmitt       | Niemcy            | 182,0     | 170,9   | 202,0     | 368,3   |
| 3       | Matti Hautamäki      | Finlandia         | 202,5     | 193,0   | 182,0     | 363,4   |
| 4       | Veli-Matti Lindström | Finlandia         | 191,0     | 182,2   | 189,5     | 362,6   |
| 5       | Simon Ammann         | Szwajcaria        | 184,5     | 170,4   | 189,5     | 360,0   |
| 6       | Roberto Cecon        | Włochy            | 189,5     | 177,4   | 181,0     | 346,6   |
| 7       | Andreas Widhölzl     | Austria           | 162,0     | 141,4   | 195,0     | 329,4   |
| 8       | Christof Duffner     | Niemcy            | 161,5     | 141,8   | 191,5     | 321,6   |
| 9       | Martin Höllwarth     | Austria           | 179,0     | 165,8   | 169,5     | 319,2   |
| 10      | Risto Jussilainen    | Finlandia         | 175,5     | 161,1   | 170,0     | 315,6   |
| 11      | Robert Kranjec       | Słowenia          | 172,0     | 155,4   | 172,0     | 312,3   |
| 12      | Primož Peterka       | Słowenia          | 165,5     | 148,6   | 177,0     | 310,5   |
| 13      | Michael Uhrmann      | Niemcy            | 155,0     | 133,0   | 187,0     | 309,4   |
| 14      | Tommy Ingebrigtsen   | Norwegia          | 155,5     | 133,6   | 186,5     | 307,4   |
| 15      | Anders Bardal        | Norwegia          | 182,0     | 170,4   | 157,0     | 307,3   |
| 16      | Martin Koch          | Austria           | 167,5     | 150,0   | 169,0     | 301,8   |
| 17      | Rémi Santiago        | Francja           | 174,0     | 158,8   | 154,5     | 292,2   |
| 18      | Adam Małysz          | Polska            | 184,0     | 172,8   | 142,0     | 291,7   |
| 19      | Emmanuel Chedal      | Francja           | 154,0     | 130,3   | 172,5     | 287,8   |
| 20      | Igor Medved          | Słowenia          | 161,5     | 143,3   | 152,0     | 273,7   |
| 21      | Choi Heung-chul      | Korea Południowa  | 165,5     | 148,1   | 150,0     | 272,1   |
| 22      | Jaroslav Sakala      | Czechy            | 156,5     | 135,3   | 155,5     | 291,7   |
| 23      | Kazuyoshi Funaki     | Japonia           | 146,0     | 125,2   | 162,0     | 271,1   |
| 24      | Janne Ahonen         | Finlandia         | 160,0     | 142,5   | 151,5     | 270,3   |
| 25      | Sylvain Freiholz     | Szwajcaria        | 151,0     | 129,7   | 156,5     | 266,5   |
| 26      | Jan Mazoch           | Czechy            | 156,0     | 130,2   | 153,5     | 262,4   |
| 27      | Jakub Jiroutek       | Czechy            | 161,0     | 140,2   | 146,0     | 260,4   |
| 28      | Martin Mesík         | Słowacja          | 154,5     | 132,4   | 151,5     | 258,7   |
| 29      | Andreas Goldberger   | Austria           | 149,5     | 127,4   | 140,5     | 243,5   |
| 30      | Kang Chil-ku         | Korea Południowa  | 162,0     | 141,9   | 128,5     | 240,6   |
| 31      | Tomasz Pochwała      | Polska            | 148,5     | 124,7   |           | 124,7   |
| 32      | Alan Alborn          | Stany Zjednoczone | 146,5     | 119,3   |           | 119,3   |
| 33      | Tomisław Tajner      | Polska            | 147,0     | 118,9   |           | 118,9   |
| 34      | Robert Mateja        | Polska            | 139,0     | 113,8   |           | 113,8   |
| 35      | Blaž Bilban          | Słowenia          | 140,5     | 112,6   |           | 112,6   |
| 36      | Andreas Küttel       | Szwajcaria        | 138,5     | 111,2   |           | 111,2   |
| 37      | Nicolas Dessum       | Francja           | 135,5     | 109,1   |           | 109,1   |
| 38      | Clint Jones          | Stany Zjednoczone | 136,0     | 104,7   |           | 104,7   |
| 39      | Thomas Schwall       | Stany Zjednoczone | 130,5     | 98,1    |           | 98,1    |
| 40      | Jörg Ritzerfeld      | Niemcy            | 120,0     | 88,5    |           | 88,5    |
| 41      | Akira Higashi        | Japonia           | 119,0     | 86,8    |           | 86,8    |
| 42      | Olav Magne Dønnem    | Norwegia          | 115,0     | 82,5    |           | 82,5    |
| 43      | Jaan Jüris           | Estonia           | 113,0     | 75,1    |           | 75,1    |
| 44      | Christoph Kreuzer    | Holandia          | 112,0     | 73,9    |           | 73,9    |
| 45      | Hideharu Miyahira    | Japonia           | 111,0     | 72,7    |           | 72,7    |
| 46      | Ján Zelenčík         | Słowacja          | 110,0     | 71,5    |           | 71,5    |
| 47      | Dušan Oršula         | Słowacja          | 104,0     | 62,8    |           | 62,8    |
| 48      | Jakub Janda          | Czechy            | 98,0      | 55,6    |           | 55,6    |
| 49      | Roar Ljøkelsøy       | Norwegia          | 94,0      | 50,8    |           | 50,8    |
| 50      | Jouko Hein           | Estonia           |           |         |           | DNS     |